# Муліно (Нагорський район)
Му́ліно (рос. Мулино) — село у складі Нагорського району Кіровської області, Росія. Адміністративний центр Мулінського сільського поселення.
Населення становить 230 осіб (2010, 259 у 2002).
Національний склад станом на 2002 рік — росіяни 99 %.